# Alemdar Karamanov
Alemdar Sabitovitj Karamanov (russisk:  	Алемдар Сабитович Караманов ; født 10. september 1934 i Simferopol, Russiske SFSR, Sovjetunionen, død 3. maj 2007 i Simferopol, Ukraine) var en russisk komponist og pianist.
Karamanov studerede på Moskva musikkonservatorium hos Dmitrij Kabalevskij og Tikhon Khrennikov. Blandt hans studiekammerater var Alfred Schnittke, Rodion Sjtjedrin og Sofija Gubajdulina. 
Karamanov skrev 25 symfonier, 3 balletter, 7 koncerter, 3 strygekvartetter, værker for orkester og koralværker med mere. Han var nok mest kendt som symfoniker. Karamanov var i sin stil modernist, og komponerede med et skarpt øre og en stor intelligens. 

## Udvalgte værker
- Symfoni nr. 1 (1954) - for orkester
- Symfoni nr. 2 (1955) - for orkester
- Symfoni nr. 3 (1956) - for orkester
- Symfoni nr. 4 "Maj" (1956)
- Symfoni nr. 5 "Lenin" (1956-1957) - for fortæller, solister, kor og orkester
- Symfoni nr. 6 "Sinfonietta" (1957) - for orkester
- Symfoni nr. 7 "Måne nat" (1958-1959) - for orkester
- Symfoni nr. 8 "Klassisk" (1960) - for orkester
- Symfoni nr. 9 "Befrielse" (1962) - for orkester
- Symfoni nr. 10 "Ungdommen fra Verden" (1963) - for orkester
- Symfoni nr. 11-14 "Udført" (1965-1966) (efter bibelen: fire evangelier, salme 117) - for kor og orkester
- Symfoni nr. 15 og 16 "Og jeg elsker giver" (1974) - for orkester
- Symfoni nr. 17 "Amerika" (1975) - for orkester
- Symfoni nr. 18 "Ham som elsker os" (1980) - for orkester
- Symfoni nr. 19 "Lammets blod" (1976) - for orkester
- Symfoni nr. 20 "Velsignet er de døde" (1977-1978) - for orkester
- Symfoni nr. 21 "Den store by" (1978-1979)
- Symfoni nr. 22 "Lad det være" (1980) - for orkester
- Symfoni nr. 23 "Jeg er Jesus" (1983) - for orkester
- Symfoni nr. 24 "Adsjimusjkaj" (Adjuvant) (1983) - for solister, kor og orkester
- Symfoni nr. 25 "Himlens Jerusalem" (1985) - for orkester